# Klonoa
Klonoa é uma série de jogos eletrônicos de plataforma criada pela Namco em 1997. É estrelada por Klonoa, uma criatura antropomórfica que explora mundos de sonho. A série inclui dois jogos principais: Klonoa: Door to Phantomile (1997) para o PlayStation e Klonoa 2: Lunatea's Veil (2001) para o PlayStation 2. Um remake de Door to Phantomile foi lançado para Wii em 2008 e remasterizações de ambos os jogos foram lançados em 2022. A série também inclui um conjunto de jogos portáteis lançados entre 1999 e 2002 para WonderSwan e Game Boy Advance.

## História
A primeira entrada da série, Klonoa: Door to Phantomile (1997), foi desenvolvida pela Namco com o diretor Hideo Yoshizawa. Klonoa e outros personagens do jogo foram desenhados por Yoshihiko Arai. O jogo teve uma recepção crítica positiva. Os críticos o rotularam como o primeiro jogo de plataforma 3D notável da Namco e uma tentativa de criar um mascote de jogos. O jogo é conhecido por sua mistura de jogabilidade 2D com visuais 3D.
Depois de Door to Phantomile, a Namco desenvolveu duas sequências simultaneamente: Klonoa: Moonlight Museum (1999) para o WonderSwan e Klonoa 2: Lunatea's Veil (2001) para o PlayStation 2. Moonlight Museum foi lançado exclusivamente no Japão e definiu os padrões de design para futuros jogos portáteis de Klonoa. Lunatea's Veil foi lançado com aclamação da crítica, mas fraco desempenho comercial.
A Namco publicou três jogos de Klonoa para o Game Boy Advance no início dos anos 2000. Os dois primeiros, Klonoa: Empire of Dreams (2001) e Klonoa 2: Dream Champ Tournament (2002), são jogos de plataforma que continuaram a jogabilidade 2D usada no Moonlight Museum, mas com um novo elenco de personagens coadjuvantes. O terceiro jogo, Klonoa Heroes: Densetsu no Star Medal (2002) foi um RPG de ação lançado exclusivamente no Japão. Também nesse período, a Namco publicou Klonoa Beach Volleyball (2002) no Japão e na Europa.
Sem lançamento de console doméstico na série desde 2001, a Namco procurou reviver a franquia com Klonoa (2008) para o Wii, um remake de Door to Phantomile. O jogo apresentava gráficos revisados e dublagem, bem como novos bônus desbloqueáveis que não estavam no original. Apesar de receber críticas positivas, o jogo foi um fracasso comercial e os planos para um remake de Lunatea's Veil, bem como uma terceira parte da linha principal, foram descartados.
Em setembro de 2019, foi descoberto um registro de marca registrada sob o nome Klonoa of the Wind Encore. Outros registros de marcas registradas para Wahoo Encore e 1&2 Encore foram descobertos em setembro de 2021. Em dezembro de 2021, uma marca registrada para Klonoa Phantasy Reverie Series foi registrada no Reino Unido. Phantasy Reverie Series, que apresenta remasterizações da versão para Wii de Klonoa: Door to Phantomile e o original Klonoa 2: Lunatea's Veil, foi anunciado oficialmente em um Nintendo Direct em fevereiro de 2022, e foi lançado em julho para Nintendo Switch, Microsoft Windows, PlayStation 4, PlayStation 5, Xbox One e Xbox Series X/S. O jogo é intitulado Kaze no Klonoa 1&2 Encore no Japão, tornando-se outra entrada na série de remakes Encore da Bandai Namco.